# Génolhac
Génolhac là một xã trong tỉnh Gard thuộc vùng Occitanie, phía nam nước Pháp. Xã Génolhac nằm ở khu vực có độ cao trung bình 500 mét trên mực nước biển.